# Typhlonyphia
Typhlonyphia reimoseri es una especie de araña araneomorfa de la familia Linyphiidae. Es el único miembro del género monotípico Typhlonyphia.

## Distribución
Se encuentra en el Este de Europa.

## Publication originale
- Kratochvíl, 1936: Nouveau genre d'araignées cavernicoles en Yugoslavie. Typhlonyphia reimoseri n. gen. n. sp. Věstník Československé zoologické společnosti, Praze, vol. 3, pp. 69-79.